# Alvarez Kelly
Alvarez Kelly è un film del 1966 diretto da Edward Dmytryk, basato su un fatto storico realmente accaduto (il Beefsteak Raid del settembre 1864)

## Trama
Durante la Guerra di secessione americana Alvarez Kelly, un allevatore di vacche, vende la sua mandria ai nordisti ma lungo la strada egli e la sua mandria vengono "dirottati" da un reparto sudista guidato dal colonnello Rossiter.  I nordisti agli ordini del maggiore Stedman li inseguono ma i primi riescono ad arrivare alla meta, Richmond, la città assediata e affamata. Però alla fine Alvarez Kelly "soffia" la fidanzata al colonnello.

## Critica
«Molti luoghi comuni... bella ricostruzione dell'ambiente e dell'epoca.» 